# کاکتوویک (آلاسکا)
کاکتوویک (به انگلیسی: Kaktovik) شهری در بخش نورث اسلوپ ایالت آلاسکا است که جمعیت آن در سرشماری سال ۲۰۰۰ میلادی ۲۹۳ نفر بوده‌است.